# Магнитострой (клуб по хоккею на траве)
«Магнитострой» — команда мастеров по хоккею на траве из города Магнитогорска. Ранее называлась «Диагностика».

## История

### 1997—2004
Сформирована в 1997 на базе МНТЦ «Диагностика». Тренер — Виктор Пьянов. В 1997 году выступала в первой лиге чемпионата России (5-е место), с 1998 года играет в высшей лиге (8-е место). В 2001 году стала пятой на этом турнире, через год заняла шестое место.

### 2004—2005
В 2004 году команда была переименована в «Магнитострой». На 13-м открытом чемпионате России уральцы финишировали на последней, шестой позиции. В 2005 году они показали такой же результат, проведя только 5 матчей из 15. В 2006 году «Магнитострой» прекратил своё существование.

## Известные игроки
- Платонов, Александр Геннадьевич